# Jacob Erlandsens Gade
Jacob Erlandsens Gade er en gade beliggende på Østerbro i København. Gaden ligger mellem Borgmester Jensens Allé og Østerbrogade.

## Baggrund og navngivning
Gaden er opkaldt efter Jacob Erlandsen (ca. 1220–1274), der var ærkebiskop i både Lund og Roskilde i midten af 1200-tallet. Han var i 1254 med til at give København sin stadsret, hvilket indebar privilegier og status som købstad. Gaden blev anlagt omkring 1915.